# Első Magyar Gazdasági Gépgyár
Az Első Magyar Gazdasági Gépgyár (EMAG) mezőgazdasági gépek, így cséplő- és szántógépeket, malomberendezéseket, öntvényeket és bordás hűtőtesteket gyártó budapesti vállalat volt a 19. század végén és a 20. század elején.

## Története
A társaságot 1881-ben alapította Grossmann Gyula svájci gépgyáros társával (Grossmann-Rausenbach Gazdasági Gépgyár), a társaság 1889-ben alakult részvénytársasággá. Csakhamar nem csak Magyarországon, de külföldön is keresetté váltak termékei, jelentős exportot bonyolított le a Balkán és Oroszország felé. A gépgyár első üzeme a Váci út 7. (a századfordulótól már 19.) szám alatt (részben a mai Lehel téri piac helyén) épült fel, majd 1939-ben Albertfalván a Hunyadi János út és a Duna között egy másik telep is létesült.
A Kereskedelmi Bank 1939-ben a Vadásztöltény- Gyutacs- és Fémárugyárba olvasztotta be, majd 1963-ban felszámolták, telepét a Csepel Híradástechnikai Gépgyár vette át.

## Híres dolgozói
- Itt dolgozott diplomája megszerzése után Rázsó Imre gépészmérnök, későbbi műszaki egyetemi tanár, az MTA levelező tagja.[6]
- Gépszerkesztőként dolgozott itt 1940-ig Szőke Béla gépészmérnök, technikatörténész.[6]
- Erney Károly az igazgatóság tagja volt a 20. század 20-as, 30-as éveiben.[7]